# Gaston V de Béarn
Gaston V de Béarn fut vicomte de Béarn, de Gabardan et de Brulhois, de 1153 jusqu'à sa mort en 1170.

## Éléments biographiques

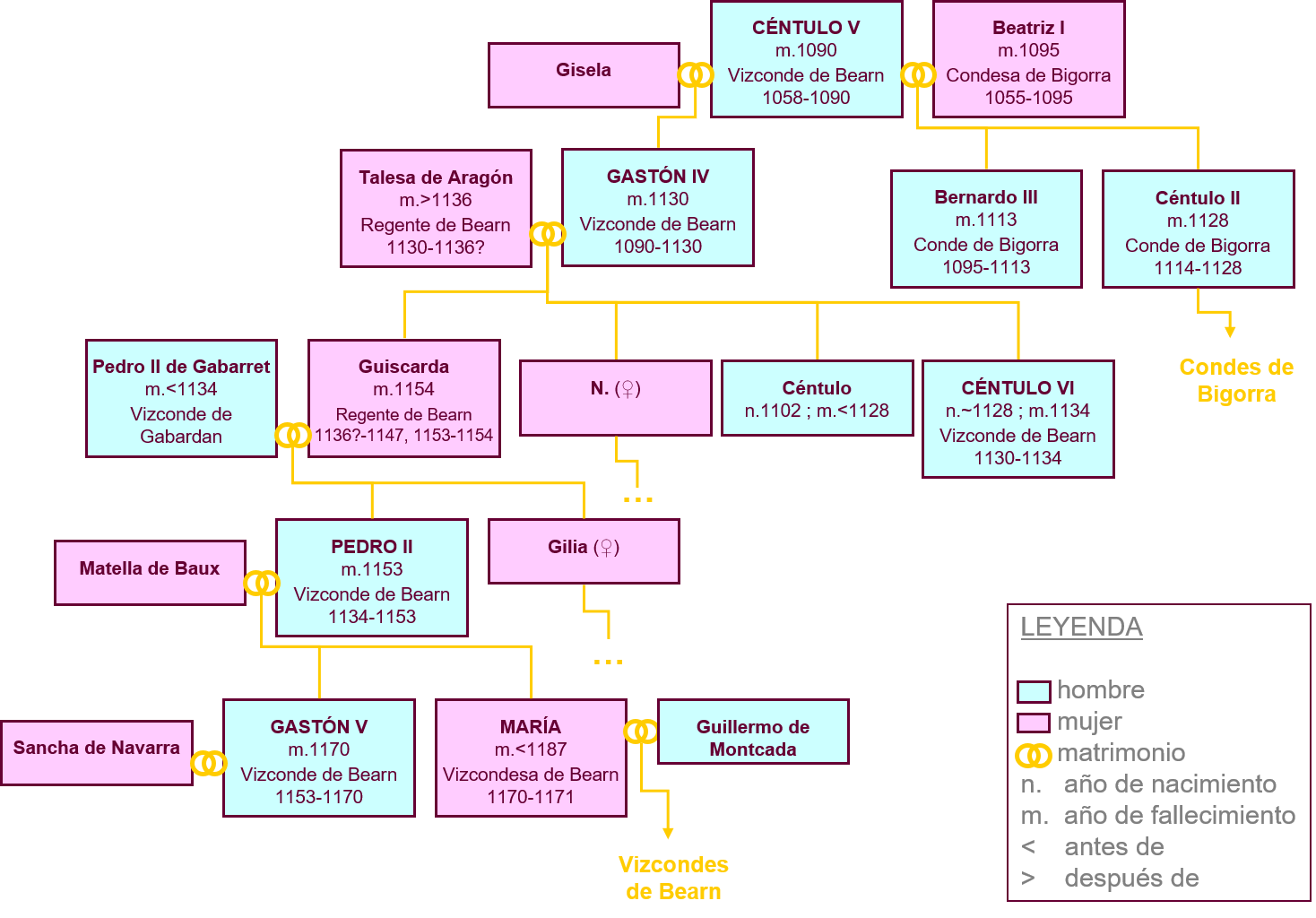
Arbre généalogique de Gaston V de Béarn.

À la mort de son père Pierre Ier de Béarn en 1153, Gaston, encore mineur, hérita du titre de vicomte. Sa grand-mère Guiscarde fut nommée régente, mais elle décéda en 1154. L'assemblée béarnaise plaça alors Gaston sous la tutelle de Raimond-Bérenger IV de Barcelone (hommage de Canfranc en 1154). Ainsi la vicomté de Béarn, jusque-là principauté quasi indépendante et alliée d'égal à égal du royaume d'Aragon, devint un vassal de la Couronne d'Aragon.
Une fois majeur, Gaston épousa vers 1165 Sancha de Navarre, fille de Garcia Ramirez de Navarre, roi de Navarre, et d'Urraca de Castille, fille naturelle d'Alphonse VII de Castille.
Il mourut sans descendance le 30 avril 1170.
Sa sœur Marie de Béarn lui succéda.

## Sources
- Pierre Tucoo-Chala, Quand l'Islam était aux portes des Pyrénées : de Gaston IV le Croisé à la croisade des Albigeois, Biarritz, J&D Editions, Biarritz, 1994, 285 p. (ISBN 2-84127-022-X)